# منطقة شاجبور
شاجبور رمزها «SJ» (بالإنجليزية: Shajapur)‏ ، هو تقسيم إداري لدولة الهند تتبع ولاية مدية برديش (بالإنجليزية: Madhya  Pradesh)‏ ، مركزها هو مدينة شاجبور (بالإنجليزية: Shajapur)‏ عدد سكانها حسب تعداد سنة 2001 هو 1,290,230 ، مساحتها 6,196 كم² وكثافة السكان 208 لكل كم² .